# ナキミソ
ナキミソは、2008年から京都、大阪を中心に活動するシンガーソングライターである。
2013年、活動を休止。

## ディスコグラフィ

### アルバム
- 風の吹くまま(2011年9月21日発売)

1. 風の吹くまま
2. アーセンルチカ
3. ひこうせん
4. 笛吹くいのち
5. はる なつ あき ふゆ
6. scope

## 出演

### 映画
- モテキ（2011年）

映画内にて、『友達じゃがまんできない』（作詞：前野健太）を歌っている。